# Sula (affluente della Pečora)
La Sula (in russo Сула?) è un fiume della Russia europea settentrionale, affluente di sinistra della Pečora. Scorre nel Zapoljarnyj rajon del Circondario Autonomo dei Nenec e nell'Ust'-Cilemskij rajon della Repubblica dei Komi.
Il fiume ha origine dalla collina Kosminskij Kamen', appartenente ai monti Timani. Scorre attraverso un'area di foresta-tundra scarsamente popolata. Dalla sorgente scorre brevemente in direzione sud, poi piega bruscamente verso est, attraversando la cresta dei Timani, indi verso nord-est; continua in senso latitudinale per dirigersi vero nord-est nell'ultimo tratto. Sfocia nel braccio laterale della Pečora chiamato Borščevyj Šar che si riunisce al fiume a 188 km dalla foce. La Sula ha una lunghezza di 353 km; l'area del suo bacino è di 10 400 km².
I maggiori affluenti sono: Sojma (lungo 133 km) dalla sinistra idrografica; Bol'šaja Pula (172 km), Bol'šaja Jangyta (119 km) dalla destra. La Sula è navigabile dalla foce al villaggio di Kotkino (133 km dalla foce) a valle della confluenza della Sojma.